# 民間文芸のモチーフ索引
民間文芸のモチーフ索引（みんかんぶんげいのモチーフさくいん、英: Motif-Index of Folk-Literature）は、民話モチーフ・話素の集大成（カタログ）。
アメリカの民話学者スティス・トンプソンによる全六巻の書物（1932–1936年）、およびその増補版（1955–1958年）、電子版（CD-ROM媒体）に所収される。
説話・民話等のモチーフ・話素を識別するのに、本書物の分類記号（例：D150「人間から鳥に変身」）で特定する。（その一部は、§一覧に列挙した）。
世界の伝承文学を対象としたスケールのモチーフ索引はこれのみで、比較研究における国際的な基準ツールとされる。
もっとも、その限界などについて様々な批判もあり、日本の昔話やアイルランド民話など限られた分野においてのモチーフ索引の成立は他の学者によっていろいろと試みされている。

## 名称
"民間文芸のモチーフ索引"以外にも、トンプソンのモチーフ索引、トンプソンのモチーフ・インデックス（英: Thompson's motif-index）、トンプソンの昔話のモチーフ等とも呼び慣わされる。

## 概説
その大まかな枠組み・は、トンプソン著『The Folktale』(1946年; 荒木博之・石原綏代訳『民間説話 理論と展開』、1977年）に所収されている。

### 方式
アルファベット1文字（A-Z）でモチーフの大分類、1文字と数値幅で小分類（B100~B199 魔法の動物）、そして1文字と数値でモチーフ、小数点付きでサブモチーフ（B81=人魚 B81.2.1 人魚が人間の男性と子供をもうける）を指定する。
トンプソンは、民間文芸のモチーフ索引を生成した経緯について、自叙伝で触れているが、アンティ・アールネによる民話の型（1910年発表）の増補を図ったトンプソン（1928年発表。AT分類を参照）は、その副産物として、主にヨーロッパの説話に見いだされるモチーフを抽出して収集し、これを分類化（記号と採番）をおこないカタログ化した。何千ものモチーフが収録されている。

### 語釈
トンプソンは『民間説話』（1946年刊行、1977年和訳）では"モチーフ"を以下のように定義する：

"A motif is the smallest element in a tale having a power to persist in tradition.

モチーフとは話の最小要素で、伝承において固執性をもつものをいう。

モチーフとは、伝承のなかに生き残る力を持った説話の最少の要素である。

さらにトンプソンは、その要素に"何か異常な、そして人の注意を引くもの"がないとその"残存する力"を持ちえないとする。
ただ、当初ははより慎重なスタンスをとり、モチーフをよりルーズに定義としていた。

### 備考
今の時代では電子版があれば検索は容易であるが、紙媒体の当時はトンプソン番号を熟知していないと参照できないため、2年の歳月をかけて普通の書籍と同様の巻末索引（英語、アルファベット順）が第6巻として付け加えられた。

## 一覧
スティス・トンプソン『民間文芸のモチーフ索引』（Motif-Index of Folk-Literature）より、以下はその抜粋である。
| - A. 神話モチーフ群 - A0-A99 創造主 - A21 天界からの創造主 - A21.1 男女の創造主たち - A100-A499 神格 - A500-A599 半神半人・文化英雄 - A500-A599 世界開闢論・世界観 - A900-A999 地形・地象 - A1000-A1099 天変地異 - A1100-A1199 自然秩序の形成 - A1100-A1699 創造と人間の営みの秩序 - A1411 光を盗む - A1415 火を盗む - A1700-A1799 動物の生命の創造 - A2200-A2599 動物の特質 - A2600-A2699 樹木・植物の起源 - B. 動物 - B0-B99 神話的動物 - B100-B199 魔法の動物 - B100-B119 財宝の動物 - B120-B169 魔法の知恵をもつ動物たち - B170-B199 その他の魔法の動物 - B200-B299人間の特質をもつ動物 - B300-B599 友好的な動物 - B300-B349 援助してくれる動物たち―一般 - B350-B399 感謝している動物たち - B400-B499 援助してくれる動物たちの種類 - B500-B599 援助してくれる動物のいろいろな活動 - B600-B699 ひとが動物と結婚する ⇒ 異類婚姻譚 - B700-B799 動物の架空の特質 - B800-B899 その他の動物のモチーフ - C. 禁忌 - C0-C99 超自然存在にまつわる禁忌 - C100-C199 性の禁忌 - C200-C299 飲食の禁忌 - C300-C399 見ることを禁ずる - C400-C499 喋ることを禁ずる - C900-C999 禁忌を破りうける罰 - C 961.1 禁忌を破り塩柱に変身 | - D. 魔法 - D0-D699 変身 - D10-D99 別人に変身 - D100-D199 変身：人が動物に - D113.1. 1 狼男 - D200-D299 変身：人が物に - D300-D399 変身：動物が人に - D361.1 白鳥処女 - D400-D499 変身のその他の形 - D450-D499 変身：物が物に - D500-D599 変身の方法 - D600-D699 様々な変身の発生 - D700-D799 魔法の解除 - D732 忌まわしい婦人 - D800-D1699 魔法の品物 - D800-D899 魔法の品物の所有権 - D900-D1299 魔法の品物の種類 - D990--D1029. 魔法の体の一部 - D300-D399 変身：動物が人に - D1080 魔法の武器 - D1081 魔法の剣 - D1081.1 魔法で作られた剣 - D1300 - D1599 魔法の品物の機能 - D1700 - D2199 魔法の力の出現 - E. 死者 - E0-E199 蘇生 - E200-E599 幽霊その他霊 - E600-E699 転生 - E700-E799 魂 - F. 不思議 - F0-D199 異界への旅 - F200-D699 不思議の生物 - F700-D899 超常的な場所・品物 - G. 鬼 (サタン) - G10-G399 鬼の種類 - G100-G199 巨鬼 - G200-G299 魔女 - G300-G399 その他の鬼 - G400-G499 鬼の支配下におかれる - G500-G599 鬼の敗北 | - H.テスト - H0-H199 正体の確認：識別 - H300-H499 結婚の条件 - H500-H899 知恵だめし - H900-H1199 技だめし：課業 - H1200-H1399 技だめし：探求 - J. 賢い人と愚か者 - J0-J199 知恵・知識の獲得 - J200-J1099 賢い行為・愚かな行為 - J1100-J1699 賢さ - J1700-J2799 愚者 - K. 騙し - K0-K99 騙しによる勝利 - K100-K299 欺瞞な取引 - K300-K499 窃盗・いかさま - K500-K699 騙して脱走 - K700-K799 騙して捕獲 - K800-K999 命取りな騙し - K1000-K1199 しっぺい返しを蒙る騙し - K1200-K1299 恥をかく騙し - K1300-K1399 誘惑やいんちき結婚 - K1400-K1499 騙されて所有物を壊される - K1400-K1599 不倫にまつわる欺罔 - K1600-K1699 騙す方が自分の罠にはまる - K1700-K1799 はったりによる騙し - K1800-K1899 変装・幻惑による騙し - K1900-K1999 偽者（替え玉、なりすまし） - K2100-K2199 讒言 - L. 運命の逆転 - M. 未来を定める - N. 偶然と運命 - P. 社会 - Q. 報いと罰 - R. とりこと逃亡者 - S. 不自然な残酷さ - T. 性 - U. 人生かくのごとし (The Nature of Life) - V. 宗教 - W. 性格的特質 (Traits of Character) - X. ユーモア/滑稽譚 (Humor) - Z. その他のモチーフ群 |

## 標準性
本索引については、"世界の諸民族の民間文芸にわたる唯一のモチーフ索引であり、比較研究における国際的な基準として認められている"と稲田浩二が述べている。
また、本書と「民話の型」を併せて"民話の比較的分析において最重要な参考文献であり研究ツール"とオックフォード版『昔話の手引きにも』（項はジョージ・ワシントン大学スタイン教授が執筆）と記述されており、同様に、両インデックスをして"専門職の民俗学者が分析に使いうる（引き出しの中身）のうち、最重要な二つのツールをなしている"と批判者のダンデスも、特に比較研究に限らずに発言している。
ダンデスはさらにモチーフ索引（と話型）のことを本物の民俗学者にとって"不可欠 (sine qua non)"と明言しているが、リチャード・ドーソンも婉曲的に同じことを言ったことになっている。

## 話型との関係
原理のうえでは、このモチーフ（話素）を組み合わせることで説話が成立する。このことは、ジャン・ハロルド・ブルンヴァンも『モチーフ索引』の説明で述べている。日本でも例えば樋口淳（専修大学教授）が、モチーフのあつまりをエピソード（ないしシーケンス）、その集まりが話型である、と分析する。
この考えの前駆者としてロシアの比較研究の草分けアレクサンドル・ヴェセロフスキーが挙げられるが、ヴェセロフスキーは物語の筋（プロット）とはモチーフの複合（クラスター）であると説いている。
トンプソンも、『民間説話』の数か所で"モチーフの複合 (cluster of motifs)"という成句を使っている。ただ、場合によっては"モチーフの複合"は、話筋にみえて実際は"勇士の冒険譚の枠組み"（枠物語）にすぎないのであって、その枠の内に（真正の）物語が入れ子になっていることがあるとも注意喚起しており、じっさい、その陥穽に陥っている学者もいると批判する。